# Shiraro
Shiraro est une ville du nord de l'Éthiopie, située dans la Mirabawi Zone du Tigré. Elle se trouve à 14° 24′ N, 37° 56′ E et à 1 246 mètres d'altitude. Elle est le centre administratif du woreda Tahtay Adiyabo.